# Ж'яр (Ліптовски Мікулаш)
Ж'яр (словац. Žiar) — село, громада округу Ліптовський Мікулаш, Жилінський край, регіон Ліптов. Кадастрова площа громади — 21,89 км².
Населення 460 осіб (станом на 31 грудня 2018 року).

## Історія
Ж'яр згадується 1349 року.

## Географія
Протікає Кривий потік.

## Населення
| Рік:            | 1994. | 2004.   | 2014.   | 2024.   |
| --------------- | ----- | ------- | ------- | ------- |
| Кількість осіб: | 420   | 417     | 444     | 483     |
| Різниця:        |       | -0,71 % | +6,47 % | +8,78 % |

| Рік:            | 2023. | 2024.   |
| --------------- | ----- | ------- |
| Кількість осіб: | 476   | 483     |
| Різниця:        |       | +1,47 % |